# Traveling Hopefully
Traveling Hopefully (frei übersetzt Hoffnungsvoll unterwegs/Hoffnungsvoll reisen) ist ein US-amerikanischer Dokumentar-Kurzfilm von John G. Avildsen aus dem Jahr 1982, der für und mit dem Film für einen Oscar nominiert war.

## Inhalt
Zitat von Roger Nash Baldwin anlässlich seines 95. Geburtstages, 1979: „Robert Louis Stephenson once wrote that to travel hopefully is better than to arrive. And the true reward is to labor. I have travelled hopefully for all these years. So has the ACLU. Some day, some time, but the goal is clear, the road is hard, and progress painful. We are approaching — we are beginning to approach —  a tolerable world of peace, order, and justice.“ (frei übersetzt: Robert Louis Stephenson hat einmal geschrieben, dass es besser sei, hoffnungsvoll zu reisen als anzukommen. Und der wahre Lohn sei die Arbeit. Ich bin all die Jahre voller Hoffnung gereist. Das gilt auch für die ACLU. Eines Tages, irgendwann, aber das Ziel ist klar, der Weg ist hart und der Fortschritt schmerzhaft. Wir nähern uns – wir beginnen uns zu nähern – einer erträglichen Welt des Friedens, der Ordnung und der Gerechtigkeit.)
Es handelt sich um einen Dokumentarfilm über einen der Gründer der ACLU, Roger Nash Baldwin, der von 1920 bis 1950 deren Direktor war. Die American Civil Liberties Union ist seit fast 100 Jahren eine der wichtigsten Organisationen zur Verteidigung der Meinungsfreiheit in den Vereinigten Staaten. Eine wichtige Person bei deren Gründung war Roger Nash Baldwin, der im Mittelpunkt dieses Filmes steht. Baldwin spricht darüber, was zur Gründung der ACLU geführt hat, wie beispielsweise den Paterson-Streik, die Angriffe der Regierung auf Demonstranten während des Ersten Weltkrieges. Verwiesen wird auch auf einige Fälle, in denen die ACLU Menschen verteidigte. Ein frühes Beispiel war der Scopes-Prozess (daher werden im Film auch Szenen aus Stanley Kramers Film Inherit the Wind gezeigt). Darin ist Dick York einige Jahre vor seiner bekanntesten Rolle als Darrin Stephens aus der Serie Verliebt in eine Hexe zu sehen. Die ACLU steht dafür, dass sie das Recht jedes Einzelnen verteidigt, das zu sagen, was er zu sagen hat. Dafür, dass bürgerliche Freiheiten wichtig sind, stehe auch der erste Verfassungszusatz. 
Der Film vermischt Interviews mit Baldwin durch die Biografin Gail Sheehy und dem Autor Norman Lear mit dem Lob für Baldwins Handeln durch Ira Glass, Andrew Young, Norman Dorsen, Ted Kennedy und anderen. Zum großen Teil wurde das an Baldwin gehende Lob bei einem Abendessen im Jahr 1979 anlässlich seines 95. Geburtstages ausgesprochen.

## Produktionsnotizen, Veröffentlichung
Produziert wurde der Film von Arnuthfonyus Films und Saint Paul Productions unter Mitwirkung des Janus Ensembles, das die Musik einspielte. Der Film entstand 1982, kurz nach Baldwins Tod im Alter von 97 Jahren und wurde auf den PBS-Sendern ausgestrahlt.
Am 6. Januar 1982 wurde der Film erstmals in den Vereinigten Staaten veröffentlicht. Er ist Teil der Audiovisual Materials Series of the American Civil Liberties Union Records (Box 2039).

## Rezeption

### Kritik
In der New York Times schrieb Janet Maslin, es handele sich bei dem Film um einen liebenswürdigen, gut gemeinten Dokumentarfilm, der jedoch äußerst oberflächlich sei. Der Film decke ein großes Spektrum ab, da er innerhalb von 28 Minuten die 97 Lebensjahre von Mr. Baldwin abreiße und die Bürgerrechtsbewegung ebenso wie Landarbeiter, die American Nazi Party und den Scopes-Prozess behandle, wozu Avildsen kurze Einblicke in damalige Wochenschauen heranziehe ebenso wie einen langen Clip von Spencer Tracy als Henry Drummond alias Clarence Darrow in Inherit the Wind.
Auch John J. O’Connor  bewertete den Film ebenfalls in der New York Times und führte aus, dass das halbstündige Essay, das kurz vor Baldwins Tod entstanden sei, ein offen bewunderndes Porträt eines Mannes sei, der geglaubt habe, dass die Rechte aller von den Rechten jedes Einzelnen abhängen würden. Der Film von Bill Avildsen fange mit Wärme die bewundernswerte Düsterkeit eines amerikanischen Originals ein.

### Auszeichnung
Academy Awards 1983: John G. Avildsen nominiert für einen Oscar in der Kategorie „Bester Dokumentar-Kurzfilm“